# Диллон, Уэнтуорт
Уэнтуорт Диллон, 4-й граф Роскоммон (англ. Wentworth Dillon, 4th Earl of Roscommon; ок. 1630 — 18 января 1685) — английский поэт.

## Происхождение и образование
Диллон родился в Ирландии приблизительно в 1630 году. Он был племянником Томаса Вентворта, 1-го графа Страффорда. Получил домашнее образование в резиденции своего дяди в Йоркшире, а также в Кане (Нормандия) и Риме.

## Жизненный путь
После Реставрации Стюартов он вернулся в Англию, и был хорошо принят при дворе. В 1649 году он унаследовал графство Роскоммон, которое было создано в 1622 его прадедом, Джеймсом Диллоном, то есть актом парламента он был введён в права владения всеми землями, которыми его семья обладала до Английской революции. Будучи капитаном гвардии он проявил большую любовь к азартным играм, что, кажется, было его единственным недостатком. Тяжба с Джоном Робартсом, 1-м графом Раднор, по поводу его ирландских поместий вызвала необходимость присутствия Диллона в Ирландии, где он проявил свои деловые качества. По возвращении в Лондон он стал конюшим при дворе Анны Хайд, герцогини Йоркской. Он женился дважды: в 1662 году на леди Фрэнсис Бойл, вдове полковника Фрэнсиса Куртенэ, и в 1674 году на Изабелле Бойнтон.
Лорд Роскоммон умер 18 января 1685 года и был похоронен в Вестминстерском аббатстве 21 января 1685 года. Его титул перешёл к его дяде Кэри Диллону (англ. Carey Dillon; 1627—1689).

## Литературная деятельность
Репутация Диллона как дидактического писателя и критика опирается на его английский перевод «Науки поэзии» Горация, выполненный белым стихом в 1680 году и его «Эссе о переводе стихов» вышедшем в 1684 году. Эссе впервые провозглашает те принципы языка поэзии, которые были полностью разработаны в царствование королевы Анны. Роскоммон был очень требователен к печатному слову и, в отличие от большинства своих современников, сам являлся образцовым автором. Александр Поуп, который, кажется, кое-чему научился из его тщательно сбалансированых фраз и правильного ритма его стихов, говорит, что «В эпоху Карла II, только Роскоммон может похвалиться тем, что его лавры остались незапятнанными». В своём «Эссе о критике» Поуп приводит список поэтов, которыми он восхищается, начиная с классической эпохи. Роскоммон является одним из двух британских поэтов, попавших в этот список (вторым был Уильям Уолш).
Роскоммон считал, что деградация литературы неизбежно приводит к падению морали в обществе. Он настаивал на том, что искренность и сочувствие к герою произведения являются важными качествами поэта. Эта его возвышенная концепция искусства сама по себе имеет немало достоинств. Кроме того, он был первым критиком, выразившим своё восхищение «Потерянным раем» Джона Мильтона. Роскоммон организовал малое литературное общество, которое он надеялся преобразовать в академию, наделённую властью формулировать правила языка и стиля. Но её влияние распространялось только на узкий круг людей, а после смерти Роскоммона она вовсе перестала существовать.